# 木下杢太郎

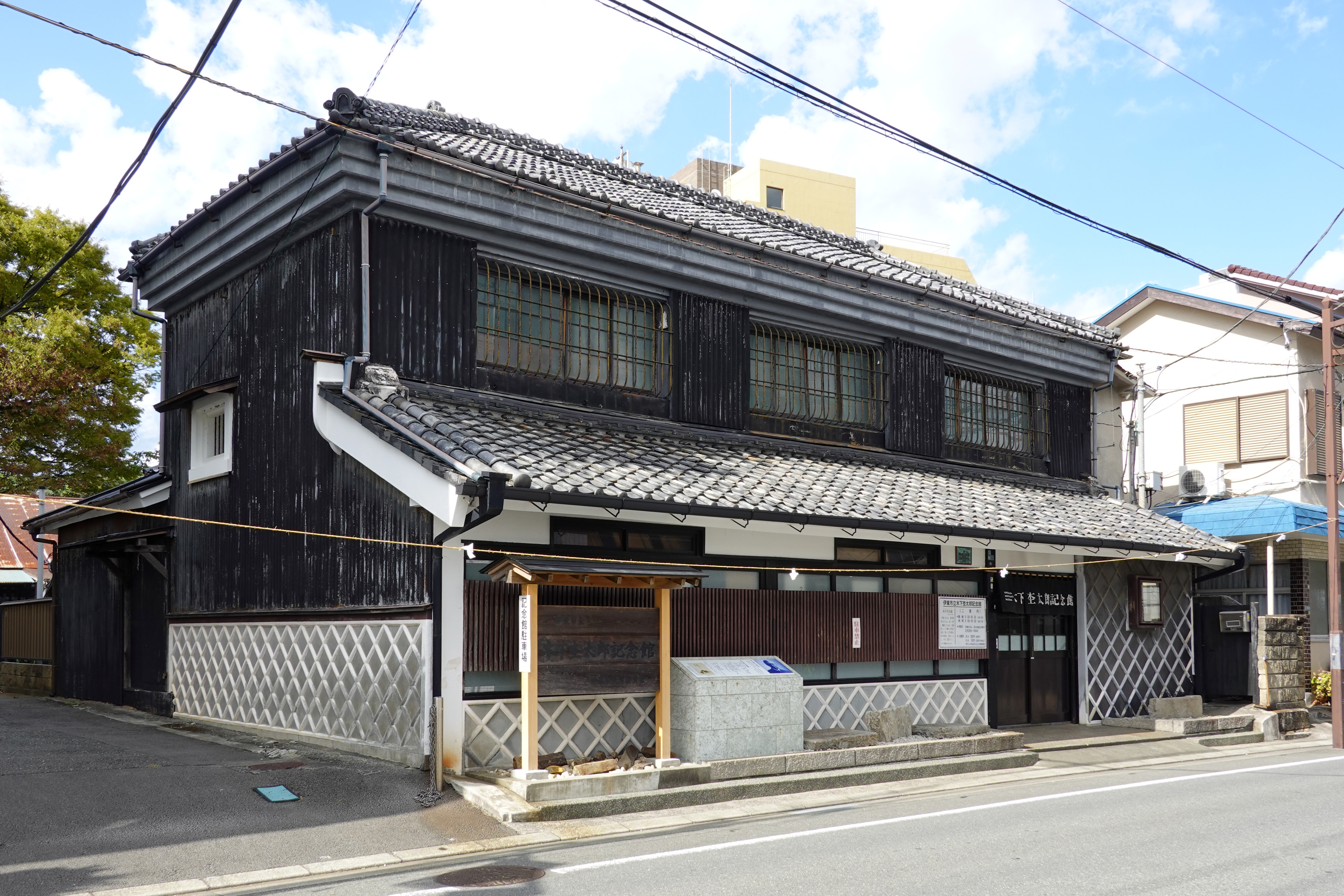
生家の木下杢太郎記念館

木下 杢太郎（きのした もくたろう、1885年（明治18年）8月1日 - 1945年（昭和20年）10月15日。本名：太田正雄）は、静岡県出身の詩人、劇作家、翻訳家、美術史・切支丹史研究家。
東京帝国大学医科大学で学ぶ傍ら「パンの会」を興し、これと前後して『明星』『中央公論』『スバル』『白樺』で、詩のほか短歌・戯曲・小説などを発表。作風は南蛮情緒的、切支丹趣味、耽美享楽的などと評された。のち、自費によるヨーロッパ留学を経て愛知医科大学、東北帝国大学、東京帝国大学の医学部教授を歴任し、傍らで文明批評や随筆紀行を著述した。筆名はほかに、堀花村（ほりかそん）、地下一尺生、葱南（そうなん）、北村清六などがある。作品には詩集『食後の唄』(1919年)など。
本名の太田正雄としては医学博士としての顔を持ち、母斑症やハンセン病の治療および研究などで輝かしい業績を残した。

## 生涯
1885年（明治18年）、静岡県賀茂郡湯川村（現・伊東市湯川）に、父・惣五郎、母・いとの末子として生まれた。兄に2代目伊東市長の太田賢次郎、土木技術者の太田圓三、甥には動物学者の太田嘉四夫（北海道大学教授）がいる。
家業は「米惣」という雑貨問屋であった。その生家は現在、木下杢太郎記念館として保存されている。小学校は、東浦尋常小学校とそれが統合された伊東尋常高等小学校（現・伊東市立西小学校）とであった。
1898年（明治31年）、上京して獨逸学協会学校（現：獨協中学校・高等学校）へ入った。津田左右吉が歴史を教えた。文芸雑誌を読み、絵画にも親しんだ。文筆を習作し、同窓の長田秀雄と蒟蒻版の雑誌『渓流』を編んで回覧した。
1903年（明治36年）、第一高等学校の、ドイツ語主体で医学部希望の生徒が多い第3部へ入学し、転科を望んだ時期もあったが、1906年、東京帝国大学医科大学へ進んだ。
1907年（明治40年）、与謝野鉄幹の新詩社の機関誌、『明星』の同人となり、短編「蒸氣のにほひ」を発表した。夏に、鉄幹・北原白秋・吉井勇・平野万里と九州北部の南蛮遺跡を探訪し、新聞に連載された紀行文『五足の靴』で、南蛮情緒の濃い、切支丹趣味の耽美享楽的な詩を詠んだ。
1908年（明治41年）、年初に新詩社を脱退し、暮に筆頭発起人として、白秋、勇、および、美術雑誌『方寸』同人の石井柏亭・山本鼎・森田恒友・倉田白羊らと、『パンの会』を立ち上げ、美術家たちと詩人たちがそこで若さを爆発させた。3年半頻繁に催されたこの集いには、鉄幹、上田敏、永井荷風、荻原碌山、小山内薫、高村光太郎、武者小路実篤、谷崎潤一郎、岡本一平らも顔を出した。9月、上田敏の洋行壮行会で森鷗外とはじめて面語してから、ときおり鷗外を訪ねたものの、「先生から聴かうと欲した所は万事をすてて文芸の事に従へといふ言葉であった。而して先生は一度もそれらしい言葉をば言はれなかった」。なお後年、鷗外宅で開かれた観潮楼歌会に出席したほか、医者としての杢太郎が強い倫理性、人道的な色彩を帯びてくるのは鷗外観の深まりとほぼ時期が同じであり、岩波講座『日本文学』（1932年（昭和7年））に載せられた「森鷗外」の執筆や『鷗外全集』（岩波書店、1936年（昭和11年） - 1939年（昭和14年））の主編集者を務める等、鷗外研究にも大きな足跡を残した。
1909年（明治42年）、石川啄木創刊の『昴』の編集を手伝い、白秋・長田秀雄と季刊誌『屋上庭園』を創刊し、昴に切支丹ものの『南蛮寺門前』を載せるなどした。
『白樺』1911年11月に、評論「山脇信徳君に与ふ」を発表し、これをきっかけに武者小路実篤らと絵画の約束論争がおこった。
1911年（明治44年）、東京帝国大学医科大学を卒業し、翌1912年衛生学教室を経て、鷗外の勧めに従い皮膚科の土肥慶蔵教授についた。昴へ『和泉屋染物店』を載せた。その頃から癩病研究を志した。
1916年（大正5年）から1920年（大正9年）まで、奉天（現、瀋陽）の満鉄付属地の南満医学堂教授兼奉天医院皮膚科部長を勤めた。この間に大陸の古典・古美術にも興味を広げ、中国・朝鮮を探訪。満州赴任の翌年には河合正子（姉きんの夫の連れ子）と結婚し、49歳までに二男三女をもうけた。
1921年（大正10年）から1924年（大正13年）まで欧州に留学し、主にフランスのソルボンヌ・サン・ルイ病院（Hôpital Saint-Louis）・リヨン大学で研究した。かたわら、語学を学び、各国に旅行し、南蛮・切支丹の文献を集めた。その間の1922年（大正11年）、医学博士号を得た。
1924年（大正13年）、帰国して、愛知県立医学専門学校（現・名古屋大学医学部）教授となり、1926年（大正15年）、東北帝国大学医学部教授に転じて、皮膚病黴毒学講座を担当した。引き続き、医真菌学の研究を行い、1930年（昭和5年）、日本ミコロギー学会を設立し国内外の専門家との交流に勤めた。
1934年（昭和9年）、皮膚科学会総会で『中毒疹』を報告した。
1937年（昭和12年）、東京帝国大学医学部教授となって皮膚科学講座を担当した。伝染病研究所（現・東京大学医科学研究所）の研究員をも兼ね、癩病の研究を進め次第に世界的権威と目されるようになった。また、思想弾圧を受けた学生たちに心のより所を与えるため、「鷗外の会」を作って指導した。 
1938年（昭和13年）、『眼上顎褐青色母斑』を独立疾患として発表した。太田の名に因み『太田母斑』とも呼ばれている。
1941年（昭和16年）、日仏交換教授として、当時日本軍が仏印進駐していたフランス領インドシナへ出張し、レジョン・ドヌール勲章を受けた。
1943年（昭和18年）、『百花譜』と自ら呼んだ植物写生を始め、872枚を描いた。1944年（昭和19年）、上海・南京の医学会に出席した。
1945年（昭和20年）、4月に『わらい蕈』を、5月に『すかんぽ』を、『文芸』誌に掲載した。6月より腹部の変調を訴え、10月15日、胃幽門部の癌により、東大病院柿沼内科で没した。戒名は斐文院指学葱南居士。墓所は多磨霊園。
妻・正子は、夫の弟子に心筋梗塞の看護を受け、1980年（昭和55年）まで生きた。
裁判官・弁護士の斎藤直一、社会運動家で静岡県議をつとめた太田慶太郎は甥にあたる。

## おもな著書
創作は、雑誌に発表してから単書にまとめた。経緯は、岩波版「全集 25巻」所収の『著作年表』に詳しい。
以下の出版年度は、西暦年次。/の前は初版、後者は復刻・改版である。

### 単行本
- 東大研究生時代
  - 『和泉屋染物店』（戯曲集、地下一尺集1）、東雲堂（1912）
  - 『南蛮寺門前』（戯曲集、地下一尺集2）、春陽堂（1914）
  - 『唐草表紙』（小説集、地下一尺集3）、正確堂（1915）
  - 『穀倉』（小説集）、鈴木三重吉編「現代名作集 第十六編」（1915）
- 奉天時代
  - 『印象派以後』（美術論集、地下一尺集4）、日本美術学院（1916）
  - 『食後の唄』（最初の詩集、地下一尺集5）、アララギ発行所（1919）/ 角川書店（1947）/ 日本図書センター（復刻2004）ISBN 9784820595946
  - 『地下一尺集』（評論集、地下一尺集6）、叢文閣（1921）
- 欧米留学時代
  - 『大同石佛寺』（木村荘八と共著）、日本美術学院（1921）/ 改訂版（単著） 座右宝刊行会（1938）
- 名古屋時代
  - 『支那南北記』（紀行文集、地下一尺集7）、改造社（1926）
- 東北大教授時代
  - 『厥後集』（小説集、地下一尺集8）、東光閣書店（1926）
  - 『えすぱにや・ぽるつがる記　及び初期日本吉利支丹宗門に関する雑稿』、岩波書店（1929）
  - 『木下杢太郎詩集』（当時発表した全詩 限定本）、第一書房（1930）
  - 『雪櫚集』（随筆集）、書物展望社（1934、再版1946）
  - 『藝林間歩』（随筆集）、岩波書店（1936、復刊1987）ISBN 9784000005821
- 東大教授時代
  - 『其國其俗記』（紀行文集）、岩波書店（1939、復刊1986）ISBN 9784000012294
  - 『木下杢太郎選集』 中央公論社（1942）
  - 『日本吉利支丹史鈔』 中央公論社 国民学術選書8（1943）
- 没後
  - 『葱南雑稿』（随筆集、遺稿）、東京出版（1946）
  - 『日本の医學』（太田正雄名）、民風社（1946）
  - 『黴毒』（太田正雄名）、全国医科大学合同出版会（1947）
  - 『秀吉と伴天連 キリスト教伝来四百年記念』、キリシタン文化研究会編・白鯨社（1949）
  - 『賣りに出た首－美術随想集』 角川書店（1949）
  - 『木下杢太郎詩集』 河盛好蔵編、岩波文庫（1952、復刊2016ほか）ISBN 9784003105313
  - 『木下杢太郎詩集』 野田宇太郎編、新潮文庫（1952、再版1966）
  - 『南蛮寺門前・和泉屋染物店 他三編』岩波文庫（1953、復刊1987・2001）ISBN 9784003105320
  - 『木下杢太郎詩集』 日夏耿之介編、弘文堂アテネ文庫（1954）
  - 『木下杢太郎　百花譜』 岩波書店（上下）（1979）、大著
  - 『百花譜 百選』 澤柳大五郎選、岩波書店（1983、復刊1990・2000）ISBN 9784000080156
  - 『新百花譜 百選』 前川誠郎選、岩波書店（2001）ISBN 9784000080767
  - 『新編 百花譜百選』 前川誠郎編、岩波文庫（2007）ISBN 9784003105337
  - 『きしのあかしや－木下杢太郎随筆集』 上田博編、日本図書センター（2002）ISBN 9784820556459
  - 『木下杢太郎随筆集』 岩阪恵子編、講談社文芸文庫（2016）ISBN 9784062903035
  - 『木下杢太郎　荒庭の観察者』 平凡社：STANDARD BOOKS（2022）ISBN 9784582531824。選書判

### 訳著
- リヒアルト・ムウテル（Richard Muther） 『十九世紀佛國繪畫史（仏国絵画史）』（独語）、日本美術学院（1919）/ 改訂版 甲鳥書林（1943）
- 『支那伝説集』（中国語）、世界少年文学名作集 第十八巻・精華書院（1921）/ 座右宝刊行会（1940）
- ルイス・フロイス 『ルイス・フロイス日本書翰』（西語）、第一書房（1931）/ 慧文社（2015）ISBN 9784863300736
- グワルチェリ（Raccolte da Guido Gualtieri） 『日本遣欧使者記』（伊語）、岩波書店（1933）
- ゲーテ 『エグモント』（独語）、「ゲーテ全集 14巻」、改造社（1938）

### 全集
- 『木下杢太郎全集』全12巻、岩波書店（1948 - 1951）
- 『木下杢太郎全集』全25巻、岩波書店（1981 - 1983）
  - 医学関係の著作は、「全集 22」に収録。
- 『木下杢太郎日記』全5巻、岩波書店（1979 - 1980）
- 『木下杢太郎画集』全4巻、用美社（1985 - 1987）
  - 順に「仏像篇」「紀行篇」「昆虫篇」「装幀篇」。澤柳大五郎・富士川英郎編

### 評伝
- 『木下杢太郎の世界へ』 池田功・上田博ほか2名編、おうふう（2012）
- 杉山二郎 『木下杢太郎 ユマニテの系譜』 平凡社選書（1974、新版1978）/ 中公文庫（1995）
- 岡井隆 『木下杢太郎を読む日』 幻戯書房（2014）
- 岩阪恵子 『わたしの木下杢太郎』 講談社（2015）
- 山河光子 『小説 木下杢太郎 秘められた友情』 鳥影社（2003）
- 菅原潤 『旅する木下杢太郎／太田正雄』 晃洋書房（2016）
- 丸井重孝 『不可思議国の探求者・木下杢太郎』 短歌研究社（2017）